# Zoropsis kirghizicus
Zoropsis kirghizicus är en spindelart som beskrevs av S. V. Ovtchinnikov och Sergei Zonstein 200. Zoropsis kirghizicus ingår i släktet Zoropsis och familjen Zoropsidae. Inga underarter finns listade i Catalogue of Life.